# Proisotoma juaniae
Proisotoma juaniae is een springstaartensoort uit de familie van de Isotomidae. De wetenschappelijke naam van de soort is voor het eerst geldig gepubliceerd in 1992 door Lucianez & Simon.